# Ruds Vedby Kirke
Ruds Vedby Kirke er beliggende i stationsbyen Ruds Vedby på det nordlige Sydvestsjælland.

## Bygningshistorie
Kirken er grundlagt i den romanske tid, opført i kampesten. I den gotiske tid har man fortaget en kort forlængelse af kirken mod vest, samt nedrevet koret og forlænget skibet mod øst. I kirken indbyggedes hvælvinger, på vestsiden rejstes et tårn, og der byggedes våbenhuse både mod nord og syd. Tårnet er udstyret mod våbenskjoldet for slægten Rud. Endelig byggedes ved østgavlen et sakristi med tøndehvælving. I 1769 opførtes på nordsiden et gravkapel i rokokostil for familien Barner på Vedbygaard. Dette er siden omdannet til ligkapel, og de der placerede kister er flyttet til en kælder under kapellet. Kirken blev restaureret i 1859.

## Inventar
- Altertavlen er et sengotisk arbejde, der fremstiller Johannes Døberens historie.
- Malmkrucifikset på alteret er fra ca. 1550.
- Prædikestolen er fra 1677.
- Døbefonten, udført i granit, er bevaret fra den romanske tid.

## Begravelser
Kirken blev benyttet af herskabet på Vedbygaard til begravelser. Knud Rud og Dorte Bølles ligsten fra 1549 findes i tårnrummet. Således også en sten for sønnen Jørgen Rud og dennes hustru Karen Krafse fra 1557. De var tidligere begravet i en krypt under koret, hvilket nogle i 1917 restaurerede kalkmalerier i korhvælvingen hentyder til. Kisterne er genbegravet på kirkegården, men kistebeslagene er ophængt i kirken.
I koret findes en tavle over fru Hille Bülow (død 1718) og hendes to mænd Sivert Grubbe (død 1672) og Mathias Fr. Lützow (død 1696), samt den førstes søn Jørgen Rud Grubbe (død 1700).
Endelig findes en tavle på latinsk, hebraisk, syrisk og dansk over præsten Villum Sørensen (død 1652).